# Agatha-Christie-Indult
Als Agatha-Christie-Indult oder Heenan Indult bezeichnet man ein von Annibale Bugnini ausgefertigtes Indult (Prot. Nr. 1897/71) Papst Pauls VI. zur Feier der heiligen Messe nach dem Missale Romanum von 1965 (nicht jedoch den Ritus von 1962) in England und Wales.

## Geschichte
Dem Indult ging ein Aufruf unter dem Titel Appeal to preserve Mass sent to Vatican zahlreicher nichtkatholischer Künstler und zweier anglikanischer Bischöfe in der Zeitung The Times vom 6. Juli 1971 voraus, unter ihnen Agatha Christie und Yehudi Menuhin. In ihm rufen sie den Vatikan dazu auf, die traditionelle lateinische Messe weiterhin zur Feier zuzulassen. Sie verweisen darauf, dass diese nicht nur der Kirche, sondern der ganzen Welt als überragendes Kulturerbe gehöre:

„If some senseless decree were to order the total or partial destruction of basilicas or cathedrals, then obviously it would be the educated—whatever their personal beliefs—who would rise up in horror to oppose such a possibility.
 Now the fact is that basilicas and cathedrals were built so as to celebrate a rite which, until a few months ago, constituted a living tradition. We are referring to the Roman Catholic Mass. […]
 The rite in question, in its magnificent Latin text, has also inspired a host of priceless achievements in the arts—not only mystical works but works by poets, philosophers, musicians, architects, painters and sculptors in all countries and epochs. Thus, it belongs to universal culture […]
 It seems particularly inhuman to deprive man of word-forms in one of their most grandiose manifestations.“

„Wenn ein unsinniges Dekret die vollständige oder teilweise Zerstörung von Basiliken oder Kathedralen anordnen würde, dann wären es natürlich die Gebildeten – welchen persönlichen Glauben auch immer sie hätten –, die sich mit Schrecken erheben würden, um sich einer solchen Möglichkeit zu widersetzen.
 Nun ist es so, dass Basiliken und Kathedralen gebaut wurden, um einen Ritus zu feiern, der bis vor wenigen Monaten eine lebendige Tradition darstellte. Wir beziehen uns auf die römisch-katholische Messe. […]
 Der fragliche Ritus hat mit seinem prächtigen lateinischen Text auch eine Vielzahl von unschätzbaren Leistungen in der Kunst inspiriert – nicht nur Werke der Mystik, sondern auch Werke von Dichtern, Philosophen, Musikern, Architekten, Malern und Bildhauern in allen Ländern und Zeiten. Somit gehört er zur universalen Kultur […].
Es erscheint besonders unmenschlich, die Menschheit um Wortformen in einer ihrer großartigsten Erscheinungsformen zu berauben.“

Auf das Ersuchen von John Cardinal Heenan unterzeichnete Paul VI. den Indult am 5. November 1971.

## Unterzeichner desAppeal
- Harold Acton
- Vladimir Ashkenazy
- John Bayler
- Lennox Berkeley
- Maurice Bowra
- Agatha Christie
- Kenneth Clark
- Nevill Coghill
- Cyril Connolly
- Colin Davis
- Hugh Delargy
- Robert Mortimer, Bischof von Exeter
- Miles Fitzalan-Howard, 17. Duke of Norfolk
- Constantine Fitzgibbon
- William Glock
- Magdalen Gofflin
- Robert Graves
- Graham Greene
- Ian Greenless
- Jo Grimond
- Harman Grisewood
- Colin Hardie
- Rupert Hart-Davis
- Barbara Hepworth
- Auberon Herbert
- John Jolliffe
- David Jones
- Osbert Lancaster
- Cecil Day-Lewis
- Compton Mackenzie
- George Malcolm
- Max Mallowan
- Alfred Marnau
- Yehudi Menuhin
- Nancy Mitford
- Raymond Mortimer
- Malcolm Muggeridge
- Iris Murdoch
- John Murray
- Seán Ó Faoláin
- E. J. Oliver
- Julian Asquith, 2. Earl of Oxford and Asquith
- F. R. Leavis
- William Plomer
- Kathleen Raine
- William Rees-Mogg
- Ralph Richardson
- John Moorman, Bischof von Ripon
- Charles Russell
- Rivers Scott
- Joan Sutherland
- Philip Toynbee
- Martin Turnell
- Bernard Wall
- Patrick Wall
- E. I. Watkin